# Mark Bresciano
 Mark „Marco“ Bresciano  (* 11. Februar 1980 in Melbourne) ist ein ehemaliger australischer Fußballspieler, dessen Eltern aus Italien und Kroatien stammen. Zuletzt spielte er für Al-Gharafa in der Qatar Stars League. Im Sommer 2016 beendete Bresciano seine Karriere.

## Vereine
Bresciano wechselte zur Saison 1999/2000 erstmals ins Ausland zum FC Empoli in die italienische Serie B. In seiner zweiten Saison avancierte er zum Stammspieler. Nach insgesamt drei Saisons in der Toskana wechselte Bresciano zur Saison 2002/03 zum AC Parma (ab 2004 FC Parma) in die Serie A. In Parma kam der Australier auf Anhieb regelmäßig zum Einsatz. Nach kurzer Zeit war Bresciano dort einer der wichtigsten Leistungsträger seiner Mannschaft. Zur Saison 2006/07 wechselte er dennoch zum Ligakonkurrenten US Palermo, wo er erneut regelmäßig zum Einsatz kam. Zur Saison 2010/11 unterschrieb Bresciano bis zum 30. Juni 2012 bei Lazio Rom. Nach einem Jahr verschlug es ihn zu Al-Nasr in die Vereinigten Arabischen Emirate. Zuletzt spielte er für Al-Gharafa, wurde 2015 vereinslos und beendete dann 2016 seine Karriere.

## Nationalmannschaft
2001 gab Bresciano sein Debüt in der australischen Nationalmannschaft. In 85 Spielen für sein Land gelangen Mark Bresciano 13 Tore.
Bresciano gehörte bei den Weltmeisterschaften 2006, 2010 und 2014 zum Kader Australiens.

## Privates
Bresciano verkauft seit geraumer Zeit Cannabis und hat zusammen mit einem Geschäftspartner in die Firma Greenhope investiert, die auf Marihuana basierte Medikamente herstellt.